# غوستافو لوزانو كونتريرز
غوستافو لوزانو كونتريرز (بالإسبانية: Gustavo Lozano-Contreras)‏ هو عالم نبات كولومبي، ولد في 22 مايو 1938 في بوغوتا في كولومبيا، وتوفي بنفس المكان في أكتوبر 2000.